# Drew Gilpin Faust
Catharine Drew Gilpin Faust (New York, 18 september 1947) is een Amerikaans historica en is sinds 2007 de rector van de Harvard-universiteit. Op 1 juli 2018 wordt ze opgevolgd door Lawrence Bacow. In 2014 stond ze op de 33ste plek van invloedrijkste vrouwen van Forbes.

## Biografie
Catherine Drew Gilpin werd in New York geboren als de dochter van Catharine Ginna en McGhee Tyson Gilpin en groeide op in Clarke County in Virginia. In 1964 voltooide ze haar high school en vier jaar later behaalde ze haar bachelor met een magna cum laude op het Bryn Mawr College. Vervolgens wist ze op de universiteit van Pennsylvania haar master te behalen in Amerikaanse geschiedenis en behaalde ze haar PhD in 1975. Hetzelfde jaar trad ze aldaar in dienst als docent als specialist in geschiedenis van de zuidelijke staten. In 2001 werd ze benoemd tot deken van het Radcliffe Institute for Advanced Study. Vervolgens werd Gilpin Faust in 2007 aangesteld als rector van de Harvard-universiteit en volgde in deze functie Lawrence Summers op.

## Persoonlijk
Catherine Drew Gilpin is getrouwd met Charles E. Rosenwein, een historicus in geneeskunde die eveneens verbonden is aan de Harvard-universiteit en zij hebben samen een dochter. Acteur Jack Gilpin is een neef van Drew.

## Geselecteerde bibliografie
- This Republic of Suffering: Death and the American Civil War (Knopf, 2008) ISBN 978-0-375-40404-7
- Drew Gilpin Faust, "The Dread Void of Uncertainty": Naming the Dead in the American Civil War", Southern Cultures, Volume 11, nummer 2, 2005, blz. 7–32
- Mothers of Invention: Women of the Slaveholding South in the American Civil War (University of North Carolina Press, 1996) ISBN 978-0-8078-5573-7
- Southern Stories: Slaveholders in Peace and War (University of Missouri Press, 1992) ISBN 978-0-8262-0975-7
- The Creation of Confederate Nationalism: Ideology and Identity in the Civil War South (Louisiana State University Press, 1982) ISBN 978-0-8071-1606-7
- James Henry Hammond and the Old South: A Design for Mastery (Louisiana State University Press, 1982) ISBN 978-0-8071-1248-9
- A Sacred Circle: The Dilemma of the Intellectual in the Old South, 1840–1860 (University of Pennsylvania Press, 1977) ISBN 978-0-8122-1229-7